# پوپادیچ
پوپادیچ (به صربی: Popadić) یک منطقهٔ مسکونی در صربستان است که در میونیتسا واقع شده‌است.